# 331년

## 연호
- 동진(東晉) 함화(咸和) 6년
- 성한(成漢) 옥형(玉衡) 21년
- 후조(後趙) 건평(建平) 2년
- 전량(前凉) 건흥(建興) 19년

## 기년
- 동진(東晉) 성제(成帝) 6년
- 신라(新羅) 흘해 이사금(訖解泥師今) 22년
- 고구려(高句麗) 미천왕(美川王) 32년 / 고국원왕(故國原王) 원년
- 백제(百濟) 비류왕(比流王) 28년

## 사건
- 고구려,  미천왕 세상을 떠남.  그의 아들 사유가 왕의 자리에 오름.

## 탄생
- 후진의 건국자 요장
- 로마 제국의 황제 율리아누스

## 사망
- 고구려(高句麗)의 15대 태왕(太王) 미천왕(美川王)